# María Naredo
María Naredo Molero (Madrid, 24 de enero de 1970) es una jurista e investigadora española, especializada en derechos humanos y género.

## Biografía
Nació en Madrid en 1970. Se licenció en Derecho en la Universidad Autónoma de Madrid y Diploma de Estudios Avanzados en Derecho Penal por la Universidad de Barcelona.  

### Trayectoria profesional
Su inicio en la abogacía fue en la Asociación de Mujeres Juristas Themis dedicada a promover la igualdad jurídica entre mujeres y hombres En 1998 decidió dedicarse a la investigación sobre la violencia contra las mujeres, los derechos humanos y la inmigración.
Entre 2003 y 2006 coordinó la campaña de Amnistía Internacional “No más violencia contra las mujeres” y desde 2004 se dedica a la elaboración de investigaciones e informes para el monitoreo de las leyes y las políticas públicas contra la violencia machista para la implementación de la Ley de Medidas de protección integral contra la violencia de género. 
Ha colaborado en investigaciones y evaluaciones internacionales sobre derechos humanos en países de Latinoamérica y África así como en ponencias sobre derechos humanos y en publicaciones como Seguridad urbana y miedo al crimen, Pobreza, criminalización y cárcel o Cuadernos de formación penitenciaria.
Es miembro de la asociación sin ánimo de lucro por la defensa de los derechos humanos Argituz desde donde coordinó el estudio “Necesidades, obstáculos y buenas prácticas en los itinerarios de salida de la violencia de género, desde la experiencia de mujeres del área rural de Álava" que se publicó en 2012.
Ha participado en investigaciones relacionadas con la violencia sexual hacia niñas y niños, principalmente cometida en el ámbito familiar. El objetivo de estas investigaciones es denunciar las respuestas inadecuadas frente a esta violencia en el ámbito judicial y aportar recomendaciones. En este sentido elaboró un documento base que dio lugar al texto normativo de la Ley Foral 14/2015, de 10 de abril del Gobierno de Navarra, para actuar contra la violencia hacia las mujeres.
En 2017 fue nombrada directora general de Prevención y Atención frente a la Violencia de Género del Ayuntamiento de Madrid, cargo que ocupó hasta julio de 2019, y participó en la elaboración de la Ley Orgánica de garantía de la libertad sexual, popularmente conocida como "ley de solo sí es sí" y polémica por su reducción de penas a agresores sexuales que conllevó incluso la liberación anticipada de algunos violadores, con el consiguiente dolor de sus víctimas, desde el Ministerio de Igualdad.
En 2020 fue nombrada asesora del gabinete de la ministra de Igualdad. Y en 2021 se incorporó al gabinete de la Secretaría para los aspectos jurídicos del Ministerio de Igualdad.
Naredo es también docente y formadora de profesionales que atienden a mujeres víctimas de violencia ya que considera que "la forma de acabar con la violencia machista es la educación en igualdad y la coeducación".